# Pałac Schönbornów w Karpatach
Pałac Schönbornów w Karpatach – pałac wybudowany przez hrabiego Erwina Friedricha Schönborna w latach 1890-1895 w Karpatach, w miejscu drewnianego budynku. 

## Opis
Pałac myśliwski zbudowany został w stylu neoromantycznym, łączący motywy romańskie i gotyckie. Ma 365 okien, 52 komnat oraz 12 wejść. Zamek jest ozdobiony bogatym wystrojem (płaskorzeźbami, witrażami) przedstawiającym heraldykę klanu hrabiego Schönborn. Pałac żyje według kurantów zegara z wieży. W 1945 roku nieruchomość została znacjonalizowana i pałac myśliwski został przekształcony w sanatorium Karpaty. Część wyposażenia pałacu (meble i inne przedmioty wartościowe) zostały przekazane muzeum w Użhorodzie. Koło pałac powstał ogród, arboretum (obecnie park sanatorium Karpaty) z ozdobnym jeziorem w centrum w kształcie cesarstwa. W ogrodzie znajduje się wiele rzadkich drzew, m.in.: świerk kanadyjski, wiśnia japońska, różowy buk, hortensja. W parku pałacowym stoją dwie rzeźby – jeleń i miś z niedźwiadkiem.